# HMS Nabob (D77)
Авіаносець «Набоб» (англ. HMS Nabob (D77)) — ескортний авіаносець США часів Другої світової війни типу «Боуг» (2 група, тип «Ameer»/«Ruler»), переданий ВМС Великої Британії за програмою ленд-лізу.

## Історія створення
Авіаносець «Набоб» був закладений 20 жовтня 1942 року на верфі «Seattle-Tacoma Shipbuilding Corporation» під назвою «USS Edisto (CVE-41)». Спущений на воду 22 березня 1943 року. Переданий ВМС Великої Британії, вступив у стрій під назвою «Набоб» 7 вересня 1943 року.

## Історія служби
Після вступу у стрій у лютому 1944 року «Набоб», укомплектований канадським екіпажем, перейшов у Англію, у червні того ж року був включений до складу Домашнього Флоту.
У серпні 1944 року його літаки здійснили постановку мін біля берегів Норвегії.
22 серпня 1944 року авіаносець здійснював протичовнову оборону авіаносного з'єднання, яке завдало удару по лінкору «Тірпіц». Того ж дня корабель був торпедований німецьким підводним човном U-354. Але, незважаючи на затоплення кормових відсіків на 50 м, авіаносець зміг здійснити своїм ходом 1090-мильний перехід до Скапа-Флоу.
Спочатку планувалось відремонтувати авіаносець, але згодом ці роботи були припинені. Корабель використовувався як джерело запасних частин для інших однотипних кораблів.
Зрештою, 10 жовтня 1944 року авіаносець був виведений в резерв.
16 березня 1946 року авіаносець «Набоб» був повернутий США. У вересні 1947 року він був проданий у Нідерланди для зламу, але у 1951 році був перепроданий компанії «Norddeutscher Lloyd» та переобладнаний на торгове судно, яке почало використовуватись із 1952 року під назвою «Nabob». У 1967 році прапор корабля був змінений на панамський, і він був перейменований на «Glory».
У 1977 році корабель був розібраний на метал на Тайвані.